# Valtatie 21
Pour les articles homonymes, voir Route nationale 21.
La route nationale 21  (en finnois : Valtatie 21, en suédois : Riksväg 21) est une route nationale de Finlande menant de  Tornio à Kilpisjärvi.
Elle mesure 459 kilomètres de long.

## Trajet

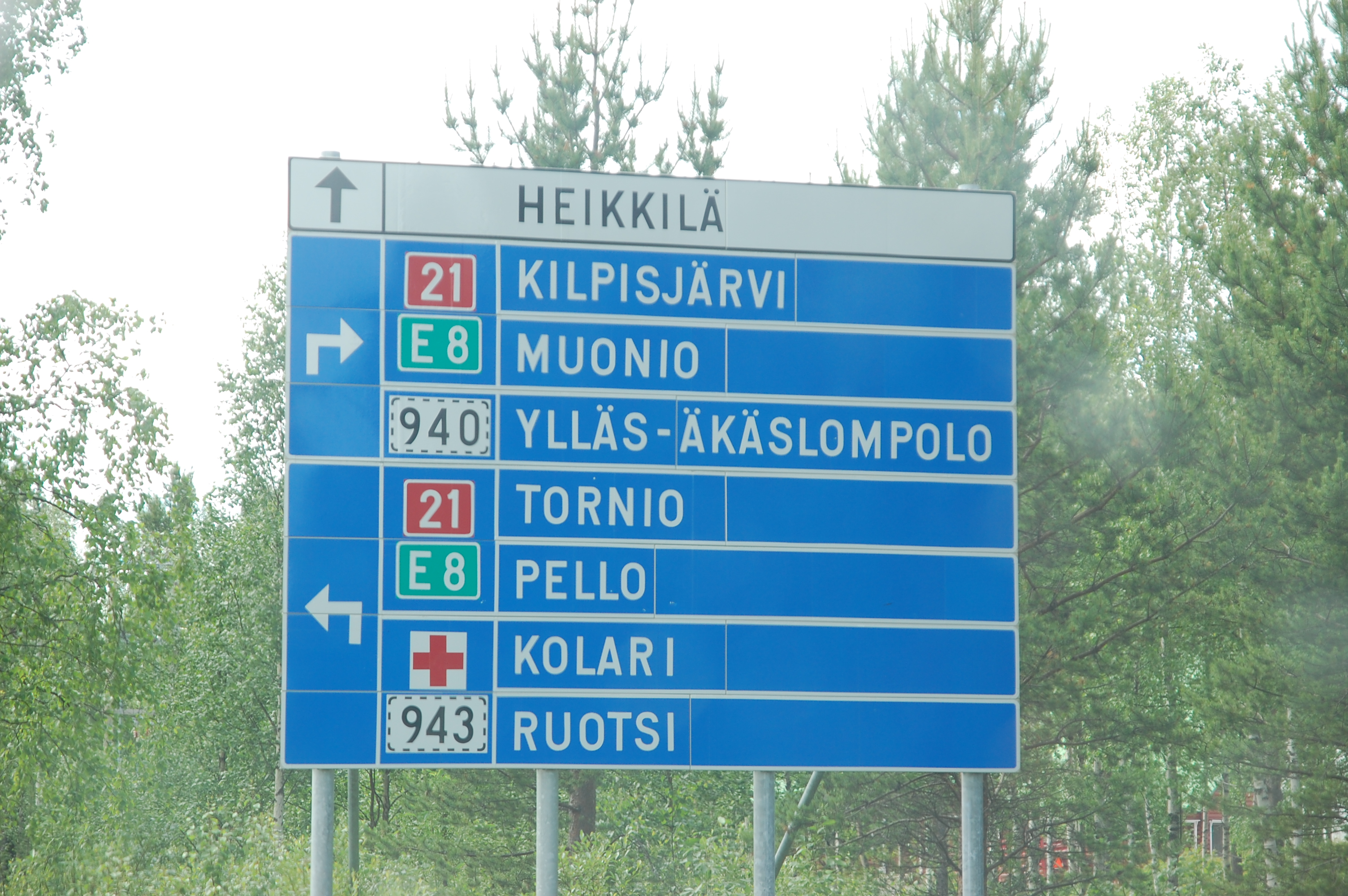
Panneau dans la vallée de la Torne.

La route nationale 21 traverse les municipalités suivantes :
- Tornio
  - Centre
  - Vojakkala
  - Karunki
- Ylitornio
  - Centre
  - Aavasaksa
  - Kaulinranta
- Pello
  - Juoksenki
  - Turtola
  - Centre
  - Orajärvi
- Kolari
  - Sieppijärvi
  - Venetti
  - Kirkonkylä
  - Ylläsjokisuu
- Muonio
  - Kihlanki
  - Kirkonkylä
  - Ylimuonio
  - Kätkäsuvanto
- Enontekiö
  - Palojoensuu
  - Kaaresuvanto
  - Kilpisjärvi